# Terrestrial Planet Finder

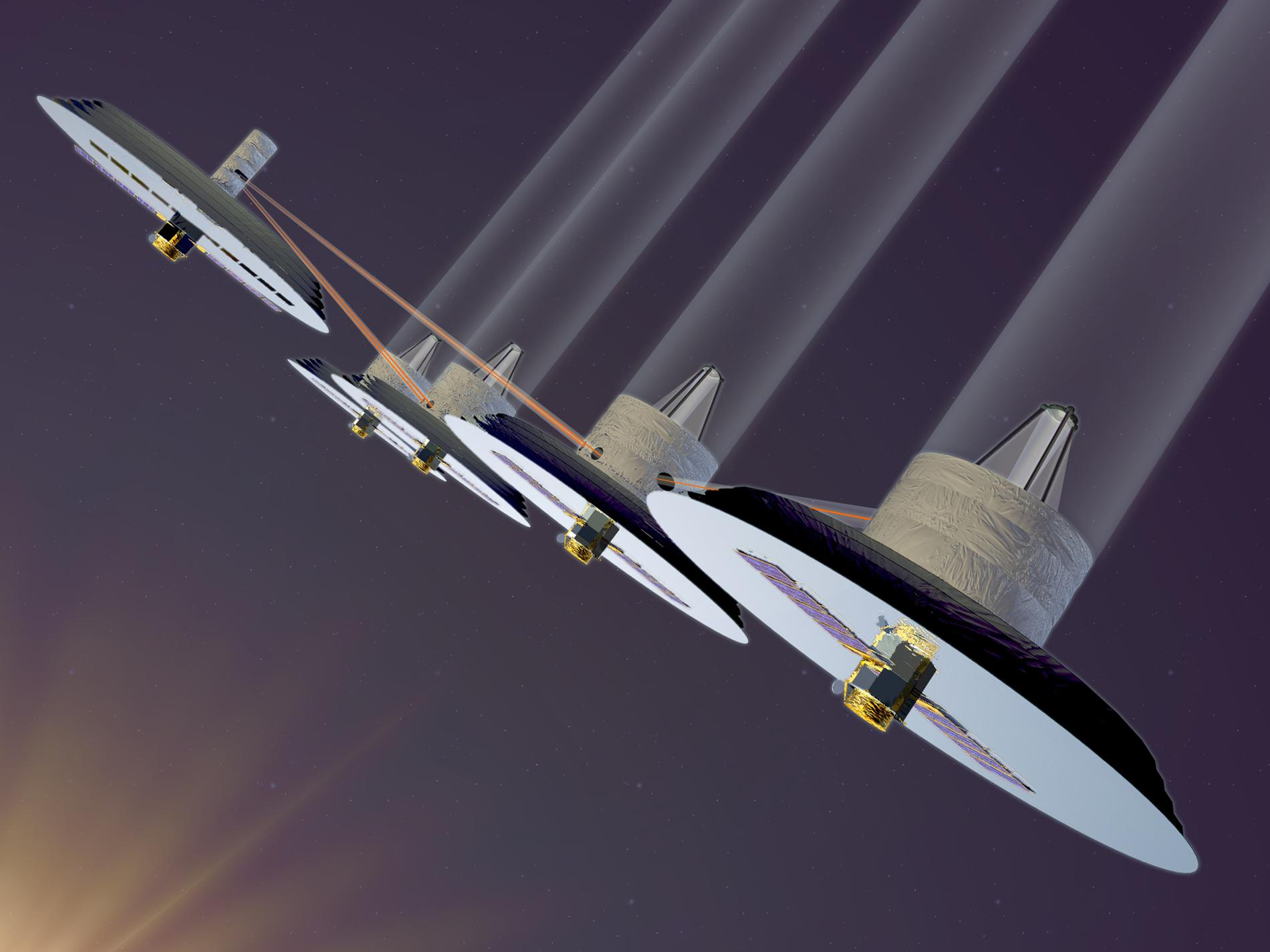
赤外線干渉計の予想図

Terrestrial Planet Finder（TPF, テレストリアル・プラネット・ファインダー）は、アメリカ航空宇宙局 (NASA) が提案していた宇宙望遠鏡による地球型の太陽系外惑星の探査計画である。
TPFは数機の小型宇宙望遠鏡を搭載したTPF-Iと大型宇宙望遠鏡を搭載したTPF-Cの2つの機体が開発される見込みであったが、数度の延期を経て2011年に中止された。

## 歴史
2002年5月、NASAは将来的な研究と技術開発の対象として2つのTPFのコンセプト機を採択した。
両者は異なる手法を用いて同じ目標、すなわち親星の光を遮ることで、それよりずっと小さく暗い系外惑星の検出を可能にすること、を達成しようとしていた。
加えて、新たに発見された系外惑星の表面及び大気の特徴を調べ、生命の化学的な痕跡を探すことも目標としていた。
計画された宇宙機は以下の2機である。
TPF-I（赤外線干渉計）
複数の小型望遠鏡を組み合わせた機体。光の干渉によって親星の光を100万分の1に弱めることにより、惑星からの微弱な赤外線放射を検出する。
TPF-C（可視光コロナグラフ）
ハッブル宇宙望遠鏡の3倍ないし4倍の口径、精度100倍の主鏡を採用する1台の大望遠鏡を用い、非常に暗い系外惑星による反射光も検出しようとする機体。特殊な光学系で、親星の光を10億分の1に弱め、暗い惑星も検出可能とする。
NASAとジェット推進研究所 (JPL) は、2機の宇宙機の開発および実証実験と惑星探査に関する科学的調査の提案を行った。TPF-Cは2014年頃、TPF-Iは2020年頃に打ち上げを計画していた。
しかし、2006年2月6日に発表された2007年度のNASA予算報告において、このプロジェクトは無期限延期となった。
2006年6月に、アメリカ合衆国下院小委員会はTPFと地球外生命の存在が期待される木星の衛星エウロパの長期探査ミッションのための財政支援を決議した。2007年1月31日には下院決議20に基づき予算限度額が可決されたものの、同年2月14日に上院によって無期限延期となった。資金調達の目処が立たない企画段階のまま、2011年6月にTPF（およびSIM）は開発の中止が報告された。

## TPF計画 (TPF-C) で探査対象だった上位10個の星一覧
| 順位 | 名前               | 星座           | 距離（光年） | スペクトル | 既知の惑星 |
| ---- | ------------------ | -------------- | ------------ | ---------- | ---------- |
| 1    | ケンタウルス座α星A | ケンタウルス座 | 4.3          | G2V        | 1          |
| 2    | ケンタウルス座α星B | ケンタウルス座 | 4.3          | K1V        |            |
| 3    | くじら座τ星        | くじら座       | 12           | G8V        | 5          |
| 4    | カシオペヤ座η星    | カシオペヤ座   | 19           | G3V        |            |
| 5    | みずへび座β星      | みずへび座     | 24           | G2V        |            |
| 6    | くじゃく座δ星      | くじゃく座     | 20           | G8V        |            |
| 7    | オリオン座π3星     | オリオン座     | 26           | F6V        |            |
| 8    | うさぎ座γ星        | うさぎ座       | 29           | F7V        |            |
| 9    | エリダヌス座ε星    | エリダヌス座   | 10           | K2V        | 1          |
| 10   | エリダヌス座ο2星   | エリダヌス座   | 16           | K1V        |            |